# Niederglabach
Niederglabach (lb. Nidderglabech) – wieś (Uertschaft) w środkowym Luksemburgu, w kantonie Mersch, w gminie Nommern. Do 3 października 2015 miejscowość leżała w dystrykcie Luksemburg. Liczy jedenastu mieszkańców (31 grudnia 2022). 